# Srećko Horvat
Srećko Horvat (Osijek, 28 febbraio 1983) è un attivista e filosofo croato, co-fondatore del Movimento per la democrazia in Europa 2025 con Gianīs Varoufakīs.
Il settimanale tedesco Der Freitag lo ha definito "una delle voci più emozionanti della sua generazione" ed è stato descritto come una "voce focosa di dissenso nel panorama post-jugoslavo". I suoi scritti sono apparsi su The Guardian, Al Jazeera, Der Spiegel, Jacobin, Newsweeke The New York Times.
Horvat è nato a Osijek, in Croazia, ma ha vissuto i primi otto anni della sua vita in Germania prima di tornare in Croazia nel 1991. Dopo essere tornato in Croazia, è stato coinvolto nella scena hardcore punk degli anni '90, si è laureato in filosofia e linguistica generale presso la Facoltà di Filosofia di Zagabria, ha iniziato a scrivere per riviste croate come Zarez e, prima ha pubblicato due libri, Protiv političke korektnosti (Contro la correttezza politica) e Znakovi postmodernog grada (Segni della città postmoderna) in Croazia e Serbia. Da allora ha scritto numerosi libri sia in croato che in inglese (Poetry from the Future, The Radicality of Love and Subversion!), molti dei quali sono stati tradotti in altre lingue, tra cui cinese, coreano, spagnolo, turco e tedesco. Nel 2008 ha co-fondato il Festival Subversive, di cui è stato direttore del programma fino al 2013. Nel 2016 ha co-fondato, con Yanis Varoufakis, il Movimento Democrazia in Europa 2025 (DIEM25), nel cui Collettivo di Coordinamento è un membro.
Horvat è considerato una delle "figure centrali della nuova sinistra nel post-Jugoslavia". Ha partecipato a diversi movimenti di attivisti in tutto il mondo, comprese le proteste studentesche del 2009 in Croazia, Occupy Wall Street nel 2011 e il World Social Forum in Senegal e Tunisia. Ha visitato il vertice del G20 di Amburgo del 2017, che ha descritto come un "incubo distopico", affermando che "il vero problema è il sonno dogmatico dei leader del mondo libero, rappresentati a questo vertice del G20 da Angela Merkel, Theresa May ed altri, che è l'origine del nostro incubo distopico (guerre, terrorismo, crisi dei rifugiati e cambiamento climatico)». Dal 2016 afferma che «la necessità di un movimento internazionale progressista non è mai stata così urgente come oggi». Alla domanda sul significato dello scandalo Facebook-Cambridge Analytica per il futuro della politica, afferma che "nel prossimo futuro questo sarà ricordato come i primi giorni di una trasformazione molto più radicale di ciò che intendiamo sotto la politica". Nel 2017 Horvat ha firmato la Dichiarazione sulla lingua comune di croati, serbi, bosgnacchi e montenegrini.
Nel 2014, Horvat ha lanciato un progetto chiamato Philosophical Theatre (Filozofski Teatar) al Teatro nazionale croato di Zagabria. L'idea era di ristabilire lo stretto rapporto tra filosofia e teatro. È una serie mensile di dibattiti pubblici con pensatori e artisti. Secondo il Teatro Nazionale Croato, il numero di visitatori del programma dal 2014 al 2018 è stato di circa 20.000.

### Inglese
- Slavoj Žižek e Srećko Horvat, What Does Europe Want?, Istros Books, London, 2013, ISBN 978-1908236166. URL consultato il 17 agosto 2022 (archiviato dall'url originale il 22 ottobre 2015).
- Welcome to the Desert of Postsocialism (with Igor Štiks), Verso, 2014
- The Radicality of Love, Polity Press, 2015
- Subversion!, Zero Books, 2017
- Poetry from the Future, Penguin, 2019
- After the Apocalypse, Polity Press, 2021

### Francese
- "Sauvons-nous de nos sauveurs", Éditions Lignes, 2013

### Tedesco
- Nach dem Ende der Geschichte Laika-Verlag, Hamburg, 2013
- Was will Europa? – Rettet uns vor den Rettern (with Slavoj Žižek) Laika-Verlag, Hamburg, 2013

### Croato
- Znakovi postmodernog grada Jesenski i Turk, Zagreb, 2007
- Protiv političke korektnosti. Od Kramera do Laibacha, i natrag, Biblioteka XX. Vek, Beograd, 2007.
- Budućnost je ovdje Svijet distopijskog filma, HFS, Zagreb, 2008
- Totalitarizam danas Antibarbarus, Zagreb, 2008
- Diskurs terorizma AGM, Zagreb, 2008
- Ljubav za početnike Naklada Ljevak, Zagreb, 2009
- Pravo na pobunu (with Igor Štiks), Fraktura, Zagreb, 2010
- Pažnja! Neprijatelj prisluškuje Naklada Ljevak, Zagreb, 2011
- Što Europa želi? (with Slavoj Žižek), Algoritam, Zagreb, 2013

### Spagnolo
- "El Sur pide la palabra. El futuro de una Europa en crisis" (con Slavoj Žižek), Libros Del Lince (2014)
- "La radicalidad del amor", Katakrak, Pamplona (2016)
- "El discurso del terrorismo", Katakrak, Pamplona (2017)
- "¡Subversión! Conversaciones con Srecko Horvat" (con Alfie Bown), Katakrak, Pamplona (2019)
- "Poesía del futuro", Paidós, Barcelona (2020)
- "¡Todo debe cambiar!" (con Renata Ávila), Rayo Verde Editorial (2021)
- "Después del apocalipsis", Katakrak, Pamplona (2021)